# Khanato di Astrachan'
Il Khanato di Astrachan' (in tartaro: Xacitaxan Xanlığı) era uno stato feudale tartaro, nato come risultato della frammentazione dei territori del Khanato dell'Orda d'Oro. Il Khanato esisteva nei secoli XV e XVI nella zona adiacente alla foce del Volga, in cui la città contemporanea di Astrachan' si trova.
Il Khanato è stato istituito da Mäxmüd di Astrachan' nel 1466. La capitale è la città di Xacítarxan, nota anche come Astrachan' nelle cronache russe. Il suo territorio comprende il basso delta del Volga e il corso inferiore del Volga, compresa la maggior parte delle attuali Oblast' di Astrachan' e la steppa nella parte orientale del margine del Volga in quella che è oggi la Calmucchia. Il Khanato di Crimea rappresentava il confine ovest e nord-ovest, mentre la costa del Mar Caspio il suo limite orientale. A nord c'era il Khanato di Kazan' e a nord-est il Khanato di Sibir.

## Storia
Nel decennio del 1530 collaborò con il Khanato di Crimea e con l'Orda Nogai in una campagna militare contro il Regno russo. Il conflitto si rivoltò poi contro essi, i propri ex-alleati tartari. Nel 1552 Kazan' viene presa dagli eserciti di Ivan il Terribile, e quindi una fazione pro-moscovita prese il potere ad Astrachan'.
Ivan inviò soldati ad Astrachan', mettendo Darwish Khan come un governante vassallo di Astrachan' nel 1554. Le forze russe che occupavano Astrachan' avevano il sostegno dei pro-moscoviti capi tribali Nogai. Dopo la minaccia di un raid crimeano contro Astrachan', Darwish Khan cospirò con il Khanato di Crimea per cacciare i russi dai loro territori. In risposta Ivan inviò un esercito russo e cosacco, che nel 1556 conquista e annette il Khanato. Xacitarxan è stata assediata e bruciata, e il Khanato assorbito dalla Russia e abolito. Darwish Khan fuggì ad Azov, in Crimea.
Molti Nogai furono trasferiti in Kazakistan e Daghestan. Oggi vivono circa 70.000 tartari di Astrachan' nell'Oblast' di Astrachan'.
La capitale del Khanato, è stata Xacitarxan (o Khadjitarkhan), situata a circa 12 km a sud dell'Astrachan' odierna.

## Khan
- Mäxmüd di Astrachan'
- Qasim I (1466 - 1490)
- Ghabdelkarim (1490 - 1504)
- Qasim II (1504 - 1532)
- Aq Kubek 1532 - 1534
- Ghabdraxman (1534 - 1538)
- Darwish Ghali (1537 - 1538)
- Shayex Xaydar (1538 - 1541)
- Aq Kubek (secondo mandato) (1541 - 1544)
- Yaghmurchi (1544 - 1554)
- Darwish Ghali (1554 - 1557)